# Gilbert A. Pierce
Gilbert A. Pierce (East Otto, New York, – Lexington Hotel, 1901. február 15.) az Amerikai Egyesült Államok szenátora (Észak-Dakota, 1889–1891).